# Buczek, Hạt Białogard
Buczek [ˈbut͡ʂɛk] (tiếng Đức: Butzke) là một ngôi làng thuộc khu hành chính của Gmina Białogard, thuộc quận Białogard, West Pomeranian Voivodeship, ở phía tây bắc Ba Lan. Nó nằm khoảng 10 kilômét (6 mi) về phía đông bắc của Białogard và 122 km (76 mi) về phía đông bắc của thủ đô khu vực Szczecin. 

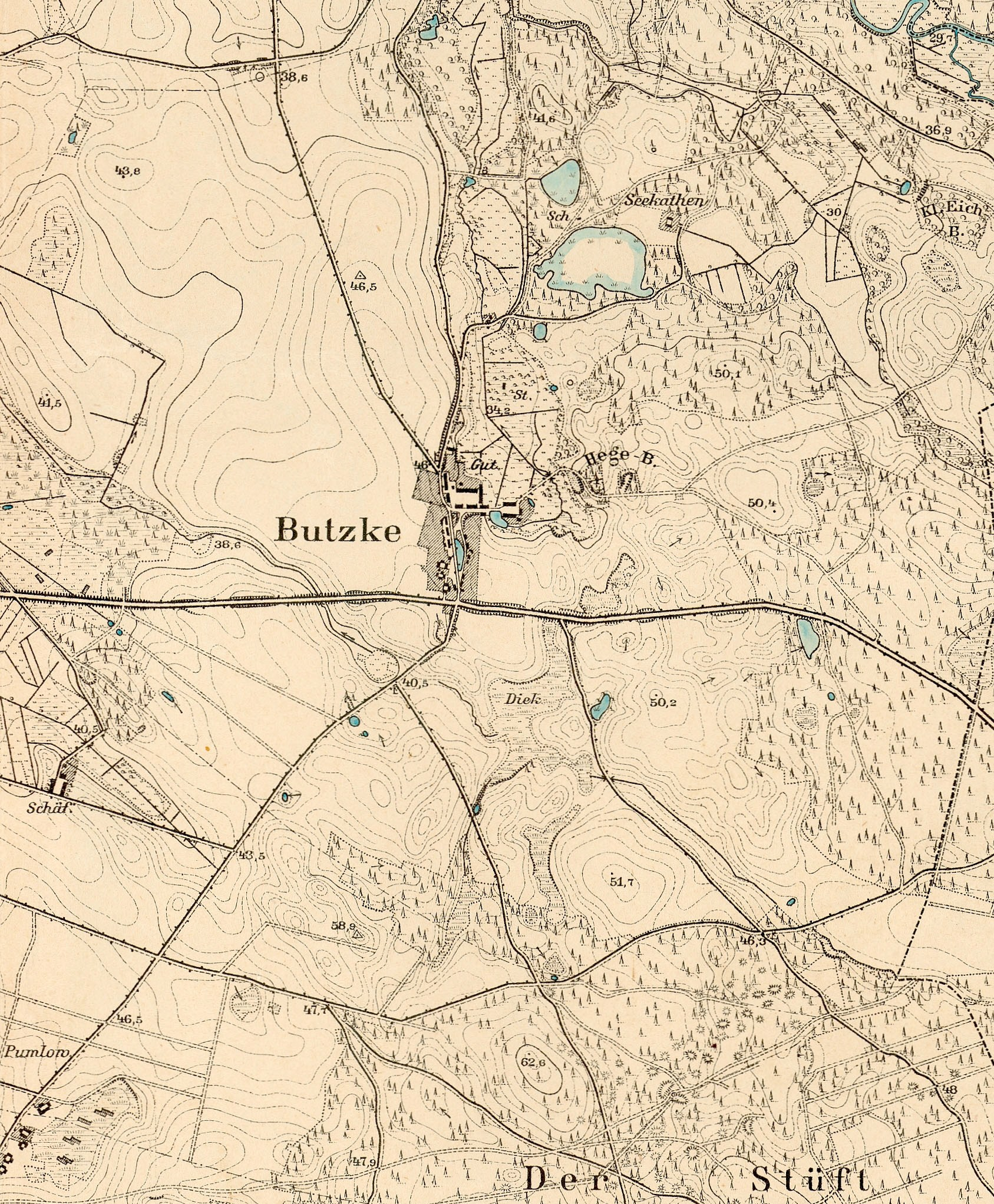
Butzke năm 1891